# Ласло Краснагоркаї
Ласло Краснагоркаї (також Краснахоркаї; угор. Krasznahorkai László; *5 січня 1954, Дьюла) — угорський письменник, лауреат Міжнародної Букерівської премії 2015.

## Біографія
Навчався на юриста в Сегеді і Будапешті. У 1983 закінчив факультет історії мистецтв у Будапештському університеті, диплом був присвячений творчості Шандора Мараї в еміграції. Багато подорожує: в 1990 був в Монголії та Китаї, в 1992 плавав по Атлантиці, об'їхав Європу і США (1992-1998), був в Боснії (1996), Японії (1997, 2000, 2005).

## Творчість
Перша публікація — в 1977. Романи і новели Краснагоркаї — антиутопічні притчі про гротескне існування людей в світі, ізольованому від зовнішніх зв'язків і позбавленому осмислених перспектив. Письменник активно співпрацює з кінорежисером Бела Тарр, який поставив за його романами, новелами і сценаріями кілька фільмів, що мали міжнародний успіх.

## Вибрані твори

### Романи і новели
- Sátántangó/ Сатанинське танго (1985, роман)
- Kegyelmi viszonyok/ Остання милість (1986, новели)
- Az ellenállás melankóliája/ Меланхолія опору (1989, роман)
- Az urgai fogoly/ В'язень Урґи (1992, роман)
- Háború és háború/ Війна і війна (1999, роман)
- Északról hegy, Délről tó, Nyugatról utak, Keletről folyó/ Гора з півночі, озеро з півдня, дороги із заходу, річка зі сходу (2003, новели)
- Rombolás és bánat az Ég alatt/ Розруха і печаль в Піднебесній (2004, документальний роман про Китай)
- Seiobo járt odalent/ Сі Ван Му тут, внизу (2008, роман)
- Az utolsó farkas/ Останній вовк (2009, новели)
- Báró Wenckheim hazatér/ Барон Венкгейм повертається додому (2016, роман)
- Herscht 07769/ Гершт 07769 (2021, роман).

### Кіносценарії
- Прокляття (фильм, 1988) (1988, по роману Сатанинське танго, реж. Бела Тарр)
- Останній корабель (1989, реж. Б. Тарр)
- Сатанинське танго (1991—1993, по однойменному роману, реж. Б. Тарр)
- Гармонії Веркмайстера (2000, реж. Б.Тарр)
- Людина з Лондону (2007, реж. Б. Тарр)
- Туринський кінь (2010, реж. реж. Б.Тарр)